# Antti Hulkkonen
Antti Hulkkonen, född 15 juli 1977, är en finländsk professionell ishockeyspelare som bland annat spelat för Jokerit i FM-ligan och  Brynäs IF i Elitserien. Säsongen 2011/2012 värvades han från Leksands IF i Hockeyallsvenskan till Örebro HK, men gick redan i oktober 2011 till danska ligan för spela med AaB Ishockey.

## Klubbar
- 1994–2001 Jokerit
- 2001–2003 SaiPa
- 2003–2006 HC TPS
- 2006–2008 Brynäs IF
- 2008–2009 Jokerit
- 2009–2010 Ilves
- 2010–2011 Leksands IF
- 2011–2011 Örebro HK
- 2011- AaB Ishockey